# Тонар-7501
Тонар-7501 — крупнотоннажный грузовой автомобиль с кузовом самосвал, выпускаемый российским машиностроительным заводом «Тонар».

## Устройство
Автомобиль имеет кабину c двумя сиденьями. Коробка передач автоматическая, 7-ступенчатая. Использует двигатель «Cummins». Задняя подвеска в качестве амортизаторов использует резиновые демпферы, передняя подвеска использует продольные рессоры с пневмобаллонами.

## Технические характеристики
- Колёсная формула — 6 × 4
- Весовые параметры и нагрузки, а/м
  - Снаряженная масса а/м, кг — 32500
  - Грузоподъёмность, кг — 60000
  - Полная масса, кг — 92500
- Двигатель
  - Модель — Cummins QSX15
  - Тип — дизельный
  - Мощность, кВт(л.c.) — 403(540)
  - Максимальный крутящий момент, Н·м (об/мин) — 2344 (1400)
  - Расположение и число цилиндров — рядное, 6
  - Рабочий объём, л — 15
- Коробка передач
  - Тип — автоматическая, 7-ступенчатая
- Кабина
  - Тип — расположенная над двигателем
  - Исполнение — с одним спальным местом и кондиционером
- Колеса и шины
  - Тип колес —
  - Тип шин —
  - Размер шин — 18.00 R25